# E772
La ruta europea E772 és una carretera que forma part de la Xarxa de carreteres europees. Comença a Jablanica (Bulgària) i finalitza a Xumen (Bulgària). Té una longitud de 260 km. Té una orientació d'oest a est.